# Jokojama Maszafumi
Jokojama Maszafumi (Nagaszaki, 1956. április 10. –) japán válogatott labdarúgó.

## Nemzeti válogatott
A japán válogatottban 31 mérkőzést játszott, melyeken 10 gólt szerzett.

## Statisztika
| Japán válogatott | Japán válogatott | Japán válogatott |
| Időszak          | Mérk.            | gól              |
| ---------------- | ---------------- | ---------------- |
| 1979             | 1                | 0                |
| 1980             | 12               | 2                |
| 1981             | 9                | 6                |
| 1982             | 1                | 0                |
| 1983             | 7                | 2                |
| 1984             | 1                | 0                |
| Összesen         | 31               | 10               |